# Novo Selište
Novo Selište falu Horvátországban, Sziszek-Monoszló megyében. Közigazgatásilag Petrinyához tartozik.

## Fekvése
Sziszek városától légvonalban 11, közúton 16 km-re délnyugatra, községközpontjának nyugati szomszédságában a Báni végvidék középső részén, a Kulpa jobb partján fekszik. Gyakorlatilag teljesen összeépült a szomszédos Petrinyával.

## Története
Területe valószínűleg már a középkorban is lakott volt. Határában, főként délre több potenciális régészeti lelőhely is található, ezek a „Drum” nevű helyek azonban még nincsenek feltárva. A mai település csak a 18. században keletkezett. A település 1774-ben az első katonai felmérés térképén „Dorf Novo Szelczi” néven szerepel. A térkép ekkor még csak néhány házat ábrázol a területén. A Báni végvidékhez (horvátul Banovina) tartozott, mely katonai határőrvidék része volt. A második báni ezred fennhatósága alá tartozott. A katonai határőrvidék megszűnése után Zágráb vármegye Petrinyai járásának része volt. 1857-ben 56, 1910-ben 159 lakosa volt. A 20. század első éveiben a kilátástalan gazdasági helyzet miatt sokan vándoroltak ki a tengerentúlra. 1918-ban az új szerb-horvát-szlovén állam, majd később Jugoszlávia része lett. A II. világháború idején a Független Horvát Állam része volt. A háború után a béke időszaka köszöntött a településre. Enyhült a szegénység és sok ember talált munkát a közeli városokban. A délszláv háború előestéjén lakosságának 83%-a horvát, 11%-a szerb nemzetiségű volt. A falu 1991. június 25-én a független Horvátország része lett, de néhány hónap múltán szeptemberben megszállták a szerb erők. A délszláv háború idején itt, a Kulpánál, valamint a településtől nyugatra húzódott a Krajinai Szerb Köztársaság határa. Lakossága nagyrészt elmenekült és csak a háború után tért vissza. A falut 1995. augusztus 6-án a Vihar hadművelettel foglalta vissza a horvát hadsereg. 2011-ben 321 lakosa volt.

## Népesség
| Lakosság változása | Lakosság változása | Lakosság változása | Lakosság változása | Lakosság változása | Lakosság változása | Lakosság változása | Lakosság változása | Lakosság változása | Lakosság változása | Lakosság változása | Lakosság változása | Lakosság változása | Lakosság változása | Lakosság változása | Lakosság változása |
| ------------------ | ------------------ | ------------------ | ------------------ | ------------------ | ------------------ | ------------------ | ------------------ | ------------------ | ------------------ | ------------------ | ------------------ | ------------------ | ------------------ | ------------------ | ------------------ |
| 1857               | 1869               | 1880               | 1890               | 1900               | 1910               | 1921               | 1931               | 1948               | 1953               | 1961               | 1971               | 1981               | 1991               | 2001               | 2011               |
| 56                 | 64                 | 108                | 125                | 147                | 159                | 137                | 161                | 193                | 204                | 240                | 283                | 268                | 301                | 269                | 321                |